# Mistrovství světa v basketbalu žen 1983

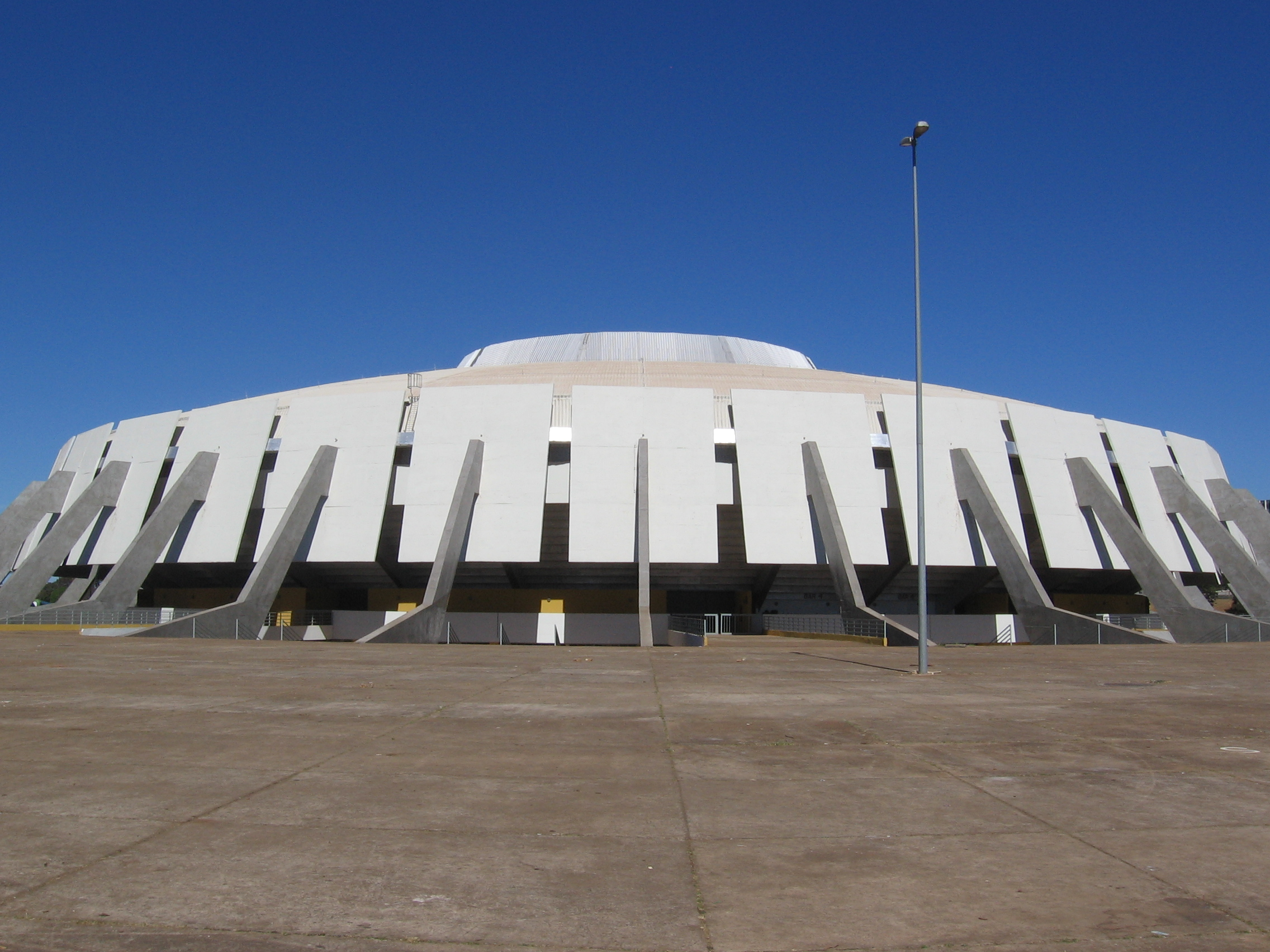
Ginásio Nilson Nelson

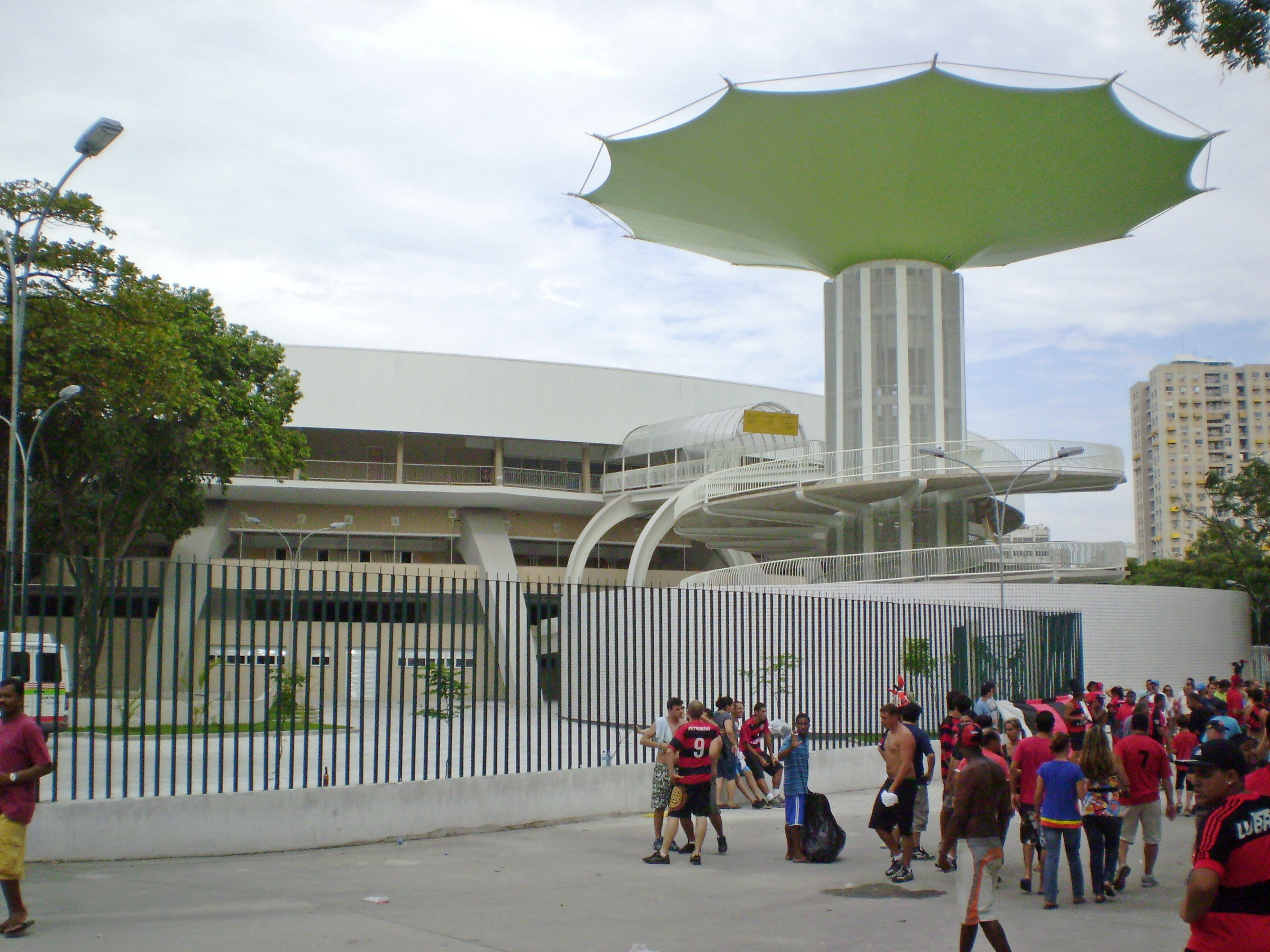
Ginásio do Maracanãzinho

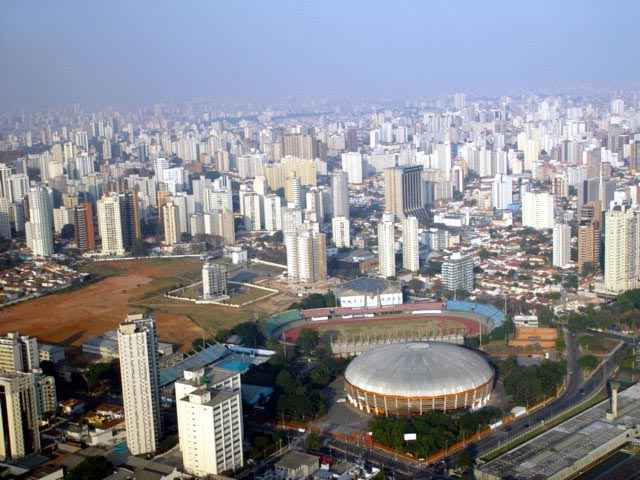
Ginásio do Ibirapuera

9. mistrovství světa  v basketbalu žen proběhlo v dnech 24. července – 6. srpna v Brazílii.
Turnaje se zúčastnilo čtrnáct týmů. Dvanáct družstev bylo rozděleno do tří čtyřčlenných skupin, z nichž první dvě postoupila do skupiny o 1. – 8. místo, do niž byla navíc přímo nasazena domácí Brazílie a obhájce titulu Spojené státy. Družstva na prvním a druhém místě hrála finále o titul a družstva na třetím a čtvrtém místě hrála o 3. místo. Týmy, které v základních skupinách skončily na třetím a čtvrtém místě, hrály ve skupině o 9. – 14. místo. Mistrem světa se stalo družstvo Sovětského svazu.

## Výsledky a tabulky

### Skupina A
|    |             | KOR   | BUL   | CUB   | PER   | V | P | Skóre   | B |
| 1. | Jižní Korea | ***   | 59:55 | 77:67 | 89:49 | 3 | 0 | 225:171 | 6 |
| 2. | Bulharsko   | 55:59 | ***   | 76:60 | 90:44 | 2 | 1 | 221:163 | 5 |
| 3. | Kuba        | 67:77 | 60:76 | ***   | 92:55 | 1 | 2 | 209:208 | 4 |
| 4. | Peru        | 49:89 | 44:90 | 55:92 | ***   | 0 | 3 | 148:271 | 3 |

 Jižní Korea –  Kuba 77:67 (38:39)
24. července 1983 – Brasilia (Nilson Nelson Gymnasium)
 Bulharsko –  Peru 90:44 (46:22)
24. července 1983 – Brasilia (Nilson Nelson Gymnasium)
 Bulharsko –  Kuba 76:60 (39:32)
25. července 1983 – Brasilia (Nilson Nelson Gymnasium)
 Jižní Korea –  Peru 89:49 (40:25)
25. července 1983 – Brasilia (Nilson Nelson Gymnasium)
 Kuba –  Peru 92:55 (54:35)
26. července 1983 – Brasilia (Nilson Nelson Gymnasium)
 Jižní Korea –  Bulharsko 59:55 (41:26)
26. července 1983 – Brasilia (Nilson Nelson Gymnasium)

### Skupina B
|    |            | POL   | YUG   | AUS   | JPN   | V | P | Skóre   | B |
| 1. | Polsko     | ***   | 58:50 | 73:66 | 73:60 | 3 | 0 | 204:176 | 6 |
| 2. | Jugoslávie | 50:58 | ***   | 87:71 | 90:58 | 2 | 1 | 227:187 | 5 |
| 3. | Austrálie  | 66:73 | 71:87 | ***   | 84:58 | 1 | 2 | 221:218 | 4 |
| 4. | Japonsko   | 60:73 | 58:90 | 58:84 | ***   | 0 | 3 | 176:247 | 3 |

 Polsko –  Austrálie 73:66 (35:25)
24. července 1983 – Rio de Janeiro (Ginásio do Maracanãzinho)
 Jugoslávie –  Japonsko 90:58 (48:24)
24. července 1983 – Rio de Janeiro (Ginásio do Maracanãzinho)
 Austrálie –  Japonsko 84:58 (42:33)
25. července 1983 – Rio de Janeiro (Ginásio do Maracanãzinho)
 Polsko –  Jugoslávie 58:50 (35:20)
25. července 1983 – Rio de Janeiro (Ginásio do Maracanãzinho)
 Jugoslávie –  Austrálie 87:71 (40:28)
26. července 1983 – Rio de Janeiro (Ginásio do Maracanãzinho)
 Polsko –  Japonsko 73:60 (37:31)
26. července 1983 – Rio de Janeiro (Ginásio do Maracanãzinho)

### Skupina C
|    |        | URS    | CHN   | CAN   | ZAI    | V | P | Skóre   | B |
| 1. | SSSR   | ***    | 86:64 | 85:62 | 117:40 | 3 | 0 | 288:166 | 6 |
| 2. | Čína   | 64:86  | ***   | 72:66 | 90:47  | 2 | 1 | 206:199 | 5 |
| 3. | Kanada | 62:85  | 66:72 | ***   | 73:46  | 1 | 2 | 201:203 | 4 |
| 4. | Zair   | 40:117 | 47:90 | 46:73 | ***    | 0 | 3 | 133:280 | 4 |

 Čína –  Kanada 74:66 (33:38)
24. července 1983 – Porto Alegre (Gigantinho)
 SSSR –  Zair 117:40 (59:24)
24. července 1983 – Porto Alegre (Gigantinho)
 Čína –  Zair 90:47 (39:19)
25. července 1983 – Porto Alegre (Gigantinho)
 SSSR –  Kanada 85:62 (45:23)
25. července 1983 – Porto Alegre (Gigantinho)
 SSSR –  Čína 85:64 (46:30)
26. července 1983 – Porto Alegre (Gigantinho)
 Kanada –  Zair 73:46 (34:22)
26. července 1983 – Porto Alegre (Gigantinho)

### O 1. - 8. místo
|    |             | URS    | USA     | KOR    | CHN     | BUL    | BRA    | POL    | YUG    | V | P | Skóre   | B  |
| 1. | SSSR        | ***    | 85:84   | 95:54  | 86:64*  | 84:56  | 99:75  | 70:44  | 98:64  | 7 | 0 | 627:448 | 14 |
| 2. | USA         | 84:85  | ***     | 82:66  | 101:91p | 99:77  | 109:78 | 82:63  | 92:49  | 6 | 1 | 649:509 | 13 |
| 3. | Jižní Korea | 54:95  | 66:82   | ***    | 69:72p  | 59:55* | 80:79  | 70:62  | 57:70  | 3 | 4 | 455:515 | 10 |
| 4. | Čína        | 64:86* | 91:101p | 72:69p | ***     | 64:73  | 72:71  | 75:83  | 76:58  | 3 | 4 | 514:541 | 10 |
| 5. | Bulharsko   | 56:84  | 77:99   | 55:59* | 73:64   | ***    | 78:81  | 71:57  | 78:73  | 3 | 4 | 495:527 | 10 |
| 6. | Brazílie    | 75:99  | 78:109  | 79:80  | 71:72   | 81:78  | ***    | 84:72  | 74:60  | 3 | 4 | 542:570 | 10 |
| 7. | Polsko      | 44:70  | 63:82   | 62:70  | 83:75   | 57:71  | 72:84  | ***    | 58:50* | 2 | 5 | 439:502 | 9  |
| 8. | Jugoslávie  | 64:98  | 49:92   | 70:57  | 58:76   | 73:78  | 60:74  | 50:58* | ***    | 1 | 6 | 424:533 | 8  |

- s hvězdičkou = zápasy ze základní skupiny.

 SSSR –  USA 85:84 (40:49)
27. července 1983 – Sao Paulo (Ginásio do Ibirapuera)
 Bulharsko –  Polsko 71:57 (41:33)
27. července 1983 – Sao Paulo (Ginásio do Ibirapuera)
 Čína –  Brazílie 72:71 (41:35)
27. července 1983 – Sao Paulo (Ginásio do Ibirapuera)
 Jugoslávie –  Jižní Korea 70:57 (34:30)
27. července 1983 – Sao Paulo (Ginásio do Ibirapuera)
 Brazílie –  Bulharsko 81:78 (45:36)
28. července 1983 – Sao Paulo (Ginásio do Ibirapuera)
 USA –  Jugoslávie 92:49 (47:23)
28. července 1983 – Sao Paulo (Ginásio do Ibirapuera)
 Jižní Korea –  Polsko 70:62 (39:30)
28. července 1983 – Sao Paulo (Ginásio do Ibirapuera)
 Čína –  Jižní Korea 72:69pp (35:31, 61:61)
28. července 1983 – Sao Paulo (Ginásio do Ibirapuera)
 Brazílie –  Jugoslávie 74:60 (38:40)
29. července 1983 – Sao Paulo (Ginásio do Ibirapuera)
 Polsko –  Čína 83:75 (40:38)
29. července 1983 – Sao Paulo (Ginásio do Ibirapuera)
 USA –  Bulharsko 99:77 (48:46)
29. července 1983 – Sao Paulo (Ginásio do Ibirapuera)
 SSSR –  Jižní Korea 95:54 (48:24)
30. července 1983 – Sao Paulo (Ginásio do Ibirapuera)
 USA –  Čína 101:91pp (41:39, 84:84)
30. července 1983 – Sao Paulo (Ginásio do Ibirapuera)
 SSSR –  Brazílie 99:75 (55:40)
31. července 1983 – Sao Paulo (Ginásio do Ibirapuera)
 USA –  Jižní Korea 82:66 (45:39)
31. července 1983 – Sao Paulo (Ginásio do Ibirapuera)
 Bulharsko –  Jugoslávie 78:73 (38:31)
31. července 1983 – Sao Paulo (Ginásio do Ibirapuera)
 Brazílie –  Polsko 84:72 (39:37)
1. srpna 1983 – Sao Paulo (Ginásio do Ibirapuera)
 SSSR –  Jugoslávie 98:64 (49:29)
1. srpna 1983 – Sao Paulo (Ginásio do Ibirapuera)
 Bulharsko –  Čína 73:64 (36:34)
1. srpna 1983 – Sao Paulo (Ginásio do Ibirapuera)
 SSSR –  Polsko 70:44 (34:26)
1. srpna 1983 – Sao Paulo (Ginásio do Ibirapuera)
 USA –  Brazílie 109:78 (59:37)
2. srpna 1983 – Sao Paulo (Ginásio do Ibirapuera)
 Čína –  Jugoslávie 76:58 (32:34)
2. srpna 1983 – Sao Paulo (Ginásio do Ibirapuera)
 USA –  Polsko 82:63 (42:30)
3. srpna 1983 – Sao Paulo (Ginásio do Ibirapuera)
 Jižní Korea –  Brazílie 80:79 (45:45)
3. srpna 1983 – Sao Paulo (Ginásio do Ibirapuera)
 SSSR –  Bulharsko 94:63 (44:35)
3. srpna 1983 – Sao Paulo (Ginásio do Ibirapuera)

### Finále
SSSR –  USA 84:82 (37:40)
6. srpna 1983 – Sao Paulo (Ginásio do Ibirapuera)

### O 3. místo
Čína –  Jižní Korea 71:63 (32:27)
6. srpna 1983 – Sao Paulo (Ginásio do Ibirapuera)

### O 9. - 14. místo
|     |           | CAN    | CUB    | AUS    | JPN    | PER    | ZAI    | V | P | Skóre   | B  |
| 9.  | Kanada    | ***    | 73:72  | 56:53  | 71:52  | 58:32  | 73:46* | 5 | 0 | 331:255 | 10 |
| 10. | Kuba      | 72:73  | ***    | 76:63  | 85:67  | 92:55* | 93:52  | 4 | 1 | 418:310 | 9  |
| 11. | Austrálie | 53:56  | 63:76  | ***    | 84:58* | 92:66  | 86:63  | 3 | 2 | 378:319 | 8  |
| 12. | Japonsko  | 52:71  | 67:85  | 58:84* | ***    | 67:54  | 56:48  | 2 | 3 | 300:342 | 7  |
| 13. | Peru      | 32:58  | 55:92* | 66:92  | 54:67  | ***    | 74:58  | 1 | 4 | 281:367 | 6  |
| 14. | Zair      | 46:73* | 52:93  | 63:86  | 48:56  | 58:74  | ***    | 0 | 5 | 267:382 | 5  |

- s hvězdičkou = zápasy ze základní skupiny.

 Peru –  Zair 74:58 (32:29)
28. července 1983 – Sao Paulo (Ginásio do Ibirapuera)
 Kuba –  Austrálie 76:63 (39:26)
28. července 1983 – Sao Paulo (Ginásio do Ibirapuera)
 Japonsko –  Zair 56:48 (31:25)
29. července 1983 – Sao Paulo (Ginásio do Ibirapuera)
 Kanada –  Austrálie 56:53 (25:27)
29. července 1983 – Sao Paulo (Ginásio do Ibirapuera)
 Kuba –  Japonsko 85:67 (44:27)
30. července 1983 – Sao Paulo (Ginásio do Ibirapuera)
 Austrálie –  Zair 86:63 (45:36)
30. července 1983 – Sao Paulo (Ginásio do Ibirapuera)
 Kanada –  Peru 58:32 (31:18)
30. července 1983 – Sao Paulo (Ginásio do Ibirapuera)
 Japonsko –  Peru 67:54 (33:30)
31. července 1983 – Sao Paulo (Ginásio do Ibirapuera)
 Kanada –  Kuba 73:72 (32:33)
31. července 1983 – Sao Paulo (Ginásio do Ibirapuera)
 Kuba –  Zair 93:52 (54:31)
1. srpna 1983 – Sao Paulo (Ginásio do Ibirapuera)
 Kanada –  Japonsko 71:52 (31:30)
1. srpna 1983 – Sao Paulo (Ginásio do Ibirapuera)
 Austrálie –  Peru 92:66 (50:28)
1. srpna 1983 – Sao Paulo (Ginásio do Ibirapuera)

## Soupisky
1.  SSSR
| - Ramunė Šidlauskaitė - Olga Korosteljovová - Olesja Barelová - Taťjana Bělošapková | - Olga Burjakinová - Naděžda Olchovová - Uljana Semjonovová - Julija Muravjevová | - Jelena Čausovová - Olga Sucharnovová - Vida Beselienė - Galina Savická |

- Trenéři: Lidija Alexejevová, Vadim Kapranov

2.  USA
| - Patty Jo Hedgesová - Cheryl Cooková - Lynette Woodardová - Anne Donovanová | - Lataunya Pollardová - Cheryl Millerová - Janice Lawrenceová - Cindy Nobleová | - Kim Mulkeyová - Denise Curryová - Pamela McGeeová - Lisa Ingramová |

- Trenéři: Pat Headová, Fran Garmonová

3.  Čína
| - Čchen Jüe-fang - Pa Jen - Liou Min - Sung Siao-po | - Čchiou Čchen - Jou Šu-min - Siou Li-ťüan - Čeng Chaj-sia | - Sien Li-čching - Čang Chuej - Liou Pching - Čang Jüe-čchin |

- Trenéři: Yang Boy Ong, Wang Lifa

4.  Jižní Korea
| - Ae-Yuong Choi - Chan-Sook Park - Eun-Kyung Woo - Hyun-Já Gong | - Kwa-soon Kim - Kyung-Já Moon - Mi-Já Le - Myung-Hee Kwon | - Sin-Sil Bang - Yang-Gae Park - Yang-Sook Cha - Young-Hee Kim. |

- Trenéři: Young-Bo Lin a Seung-Young Cho.

5.  Bulharsko
| - Evladia Slavčevová - Kostadinka Radkovová - Krassimira Bannovová - Larissa Sachovová | - Madlena Stanevová - Mariana Ivanovová - Nadka Goltčevová - Penka Markovová | - Petrana Makavevová - Radmila Vassilevová - Silvia Ghermanová - Vania Dermendjievová |

- Trenéři: Ivan Galabov a Ivan Lepitčev.

6.  Brazílie
| - Anna Maria Krabbenborgová - Cristina Punkoová - Elisa Garciaová - Hortência Marcariová | - Maria Angélica "Branca" - Maria Paula Gonçalvesová - Marta Sobralová - Solange Castrová | - Soraia Brandãová - Suzete da Silvaová - Vanda Dal Colová - Vânia Teixeiraová. |

- Trenér: Antônio Carlos Barbosa.

7.  Polsko
| - Bozena Sedzická - Grazyna Sewerynová - Halina Iwaniecová - Irena Linková | - Krystyna Zagorská - Malgorzata Janowiczová - Malgorzata Kozerová - Malgorzata Niemiecová | - Malgorzata Wolujewiczová - Mariola Pawlaková - Teresa Kepková - Wieslawa Konwentová |

- Trenéři: M. Mikolajewicz a Tadeusz Hucinski.

8.  Jugoslávie
| - Biljana Majstorovičová - Cvetana Dklevová - Jasmina Perazičová - Jelica Komnenovičová | - Marija Uzelacová - Olivera Cangalovičová - Olivera Krivokapičová - Polona Dorniková | - Sladjana Goličová - Slavica Sukaová - Sněžana Božinovičová - Stojna Vangelovská |

- Trenéři: Milan Vasojevič a A. Stanimirovič

9.  Kanada
| - Alison Longová - Andrea Blackwellová - Anna Pendergastová - Candice Lohrová | - Carol Turney Lossová - Carole Scaleyová - Debbie Hubandová - Heidi Bauerová | - Sylvia Sweeneyová - Toni Kadricová - Tracy McCaraová - Wendy Verrecchiaová |

- Trenéri: Don Mc Crae.

10.  Kuba
| - Barbara Becquerová - Caridad Despaigneová - Dalia Henryová - Ivon Carrillová | - Leonor Borrellová - Margarita Skeetová - Maria Moreová - Matilde Charrová | - Melvis Cossová - Nancy Atiezová - Odalis Calaová - Zenaida McCarthyová |

- Trenéři: Manoel Perez Proupin a Julio Cartaya.

11.  Austrálie
| - Bronwin Marshallová - Jenny Cheesmanová - Julie Nykielová - Karen Daltonová | - Karen Ogdenová - Karin Fieldsová - Kathy Fosterová - Patricia Cockremová | - Patricia Mickanová - Robyn Maherová - Sharon Deaconová - Wendy Laidlawová |

- Trenéři: Brendan Flynn a Kay Mac Farlani.

12.  Japonsko
| - Kaori Čikaišiová - Nanae Fudžiiová - Čie Haradaová - Secuko Hašizumeová | - Kumi Kobotaová - Džunko Macuuraová - Akemi Nakahašiová - Takako Ónoová | - Kazumi Šimizuová - Mika Sugiharaová - Mičiko Takahašiová - Čika Jamamotoová |

- Trenéři: Šigeru Harada a Izumo Šimada.

13.  Peru
| - Guadalupe Garcesová - Karin Juneková - Katia Manzurová - Liliana Comasová | - Maria Suaryrasová - Mariella Picassová - Marilu Menendezová - Marisa Cosiová | - Patricia Lunaová - Rosa Quelopanaová - Shellah Allisonová - Silvana Perezová. |

- Trenéři: Heleno Lima a Fernando Chavez.

14.  Zair
| - Agwasingi Tumbeová - Bokese Evoloková - Bokonda Djemaová - Iyoko Lingengaová | - Kaminbaya Longanzaová - Kayumba Komichelová - Kazala Kamangová - Kiangebeni Ndombeová | - Lomboto Bofondaová - Lomboto Bompoková - Mpanzu Bakununuová - Nakewete Nguyaová |

- Trenéři: Ngoie Wa a Bamongo Bwana.

## Konečné pořadí
| Pořadí           | Tým         | Z  | V  | P | Skóre   | B  |
| ---------------- | ----------- | -- | -- | - | ------- | -- |
| Zlatá medaile    | SSSR        | 10 | 10 | 0 | 912:632 | 20 |
| Stříbrná medaile | USA         | 8  | 6  | 2 | 731:593 | 14 |
| Bronzová medaile | Čína        | 10 | 6  | 4 | 749:716 | 16 |
| 4.               | Jižní Korea | 10 | 5  | 5 | 684:702 | 15 |
| 5.               | Bulharsko   | 9  | 5  | 4 | 661:631 | 14 |
| 6.               | Brazílie    | 8  | 3  | 5 | 479:527 | 11 |
| 7.               | Polsko      | 9  | 4  | 5 | 585:628 | 13 |
| 8.               | Jugoslávie  | 9  | 3  | 6 | 601:662 | 12 |
| 9.               | Kanada      | 7  | 5  | 2 | 459:414 | 12 |
| 10.              | Kuba        | 7  | 4  | 3 | 545:463 | 11 |
| 11.              | Austrálie   | 7  | 3  | 4 | 515:479 | 10 |
| 12.              | Japonsko    | 7  | 2  | 5 | 418:505 | 9  |
| 13.              | Peru        | 7  | 1  | 6 | 374:546 | 8  |
| 14.              | Zair        | 7  | 0  | 7 | 354:589 | 7  |